# Arbejdsmiljørådet
Arbejdsmiljørådet er et råd, der er nedsat af Beskæftigelsesministeriet.
Rådet blev oprettet under sit nuværende navn i 1977. Formålet med rådet er at sikre, at arbejdsmarkedets parter får medindflydelse på arbejdsmiljøindsatsen i Danmark.
Arbejdsmiljørådet fungerer som rådgiver for beskæftigelsesministeren om aktuelle arbejdsmiljøpolitiske spørgsmål, herunder mulige forbedringer og udfordringer, som de danske arbejdspladser oplever.
De i alt 20 medlemmer i Arbejdsmiljørådet udpeges af beskæftigelsesministeren for en periode på fire år. Medlemmerne repræsenterer arbejdsgivere og lønmodtagere. Udover de 20 medlemmer sidder repræsentanter fra Beskæftigelsesministeriet, Arbejdstilsynet, Det Nationale Forskningscenter for Arbejdsmiljø og Sundhedsministeriet med som tilforordnede. De deltager i rådets møder, men har ikke stemmeret.